# Schweizer Grönlandforschung

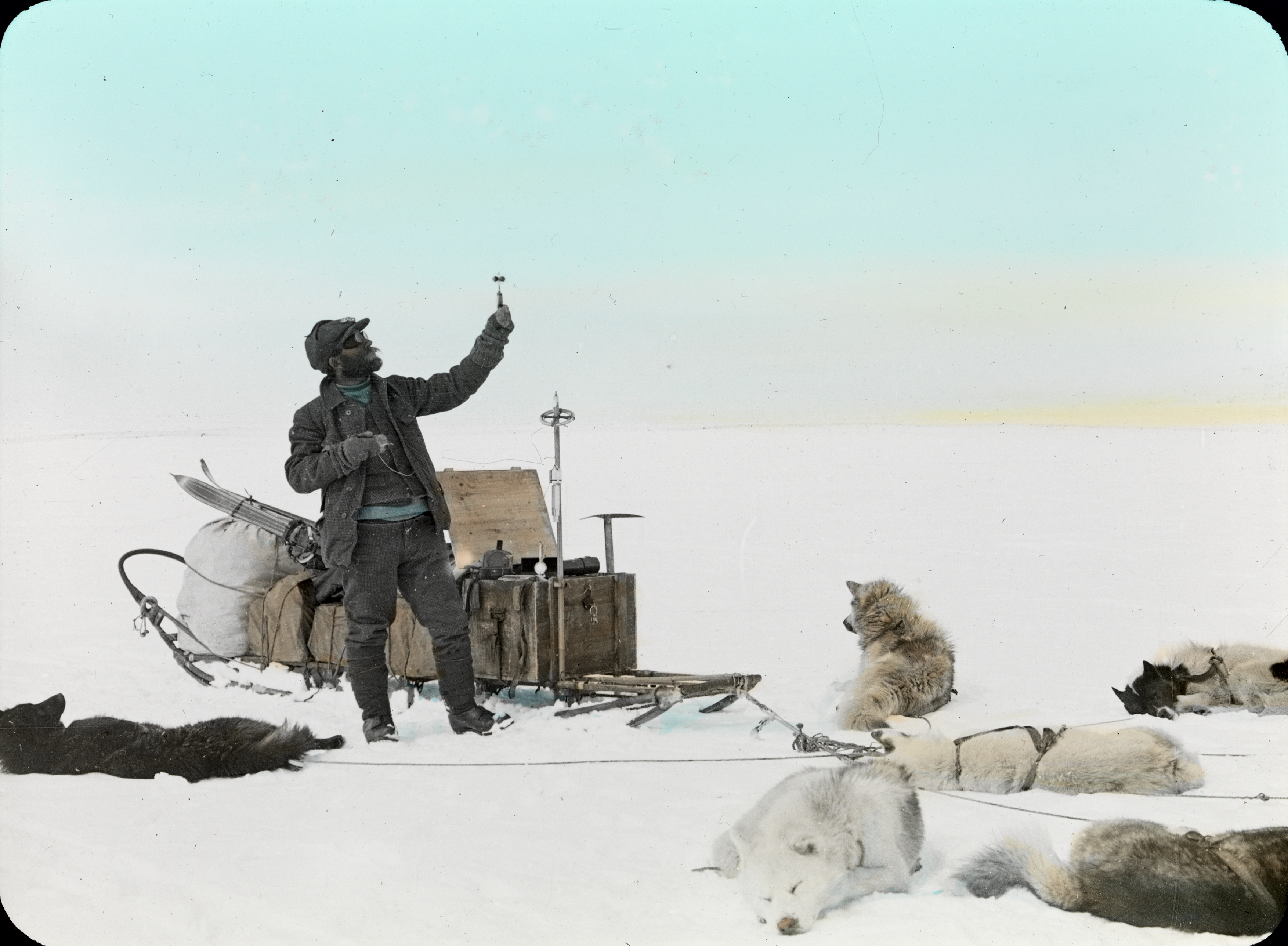
Alfred de Quervain bei Windmessungen, Juli 1912

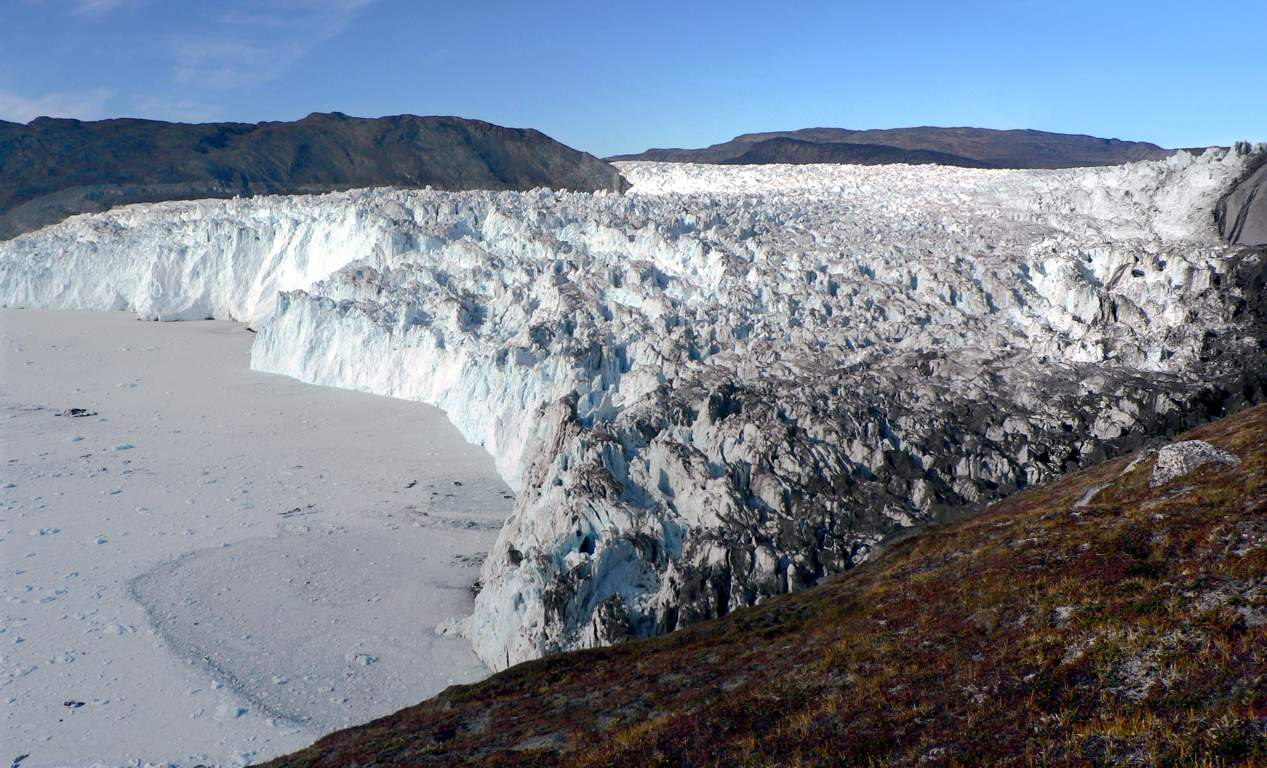
Eqip Sermia, 2016

Der Schweizer Alfred de Quervain begründete 1909/1912 die Schweizer Grönlandforschung. Die Polarforschungen in Grönland bestehen in den Bereichen der Glaziologie sowie der atmosphärischen Forschung bis in die Gegenwart fort. In der Analyse von tiefen Eisbohrkernen gelten Schweizer Wissenschaftler als führend.

## Geschichte

### Schweizerische Grönlandexpedition 1909

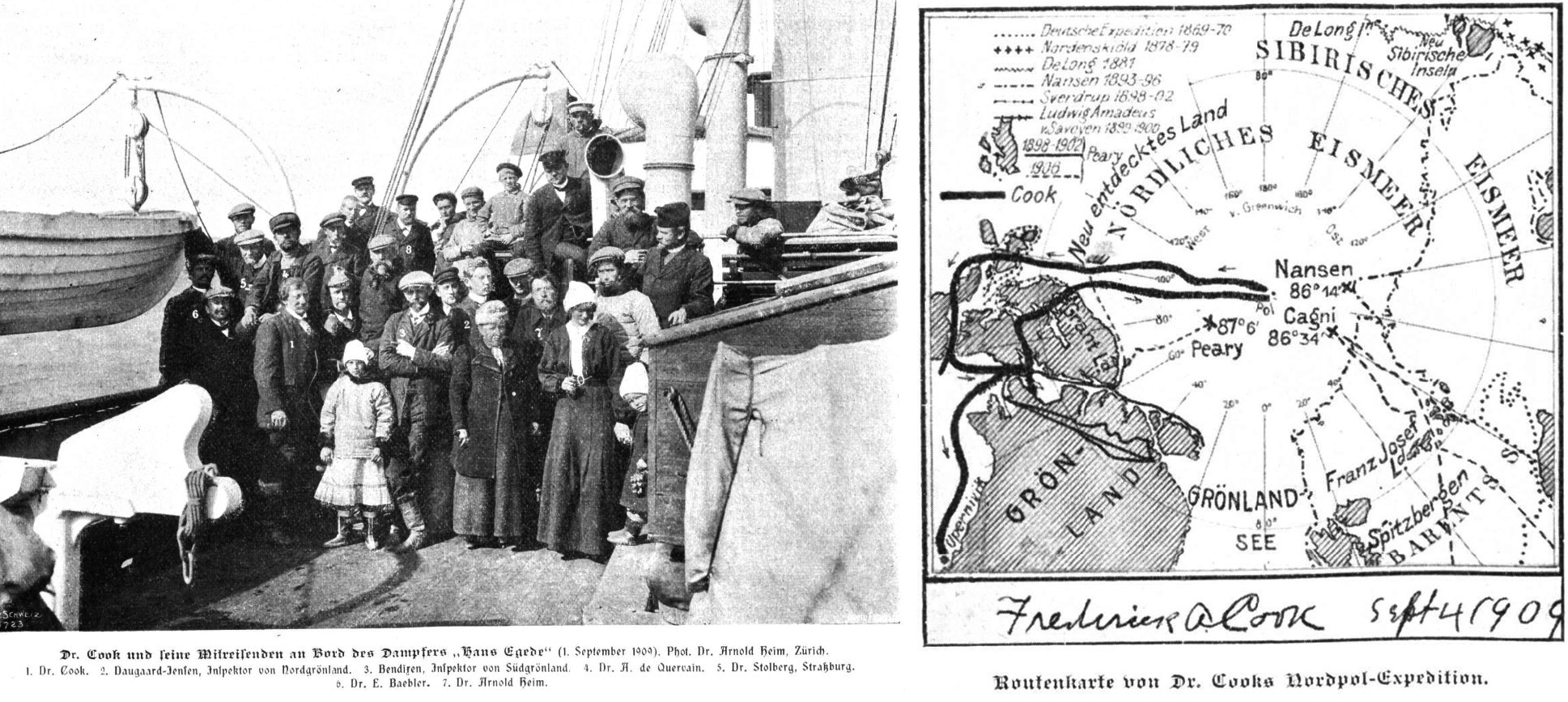
Grönlandexpedition von 1909: Quervain (4), Stolberg (5), Baebler (6), Heim (7)

Der Geophysiker Quervain unternahm 1909 mit Emil Baebler und dem deutschen Polarforscher August Stolberg einen ersten Vorstoss auf das Grönländische Inlandeis. Mit handgezogenen Schlitten drangen sie bis zu einer Entfernung von etwa 100 Kilometer und einer Höhe von etwa 1700 Meter vor. Ausgangspunkt war das Gebiet von Uummannaq in Westgrönland, das Erich von Drygalski 1892–1893 untersucht hatte. Hauptziel der Expedition war die Untersuchung der Auslassgletscher auf Veränderungen seit 1893. Sie kehrten mit dem Expeditionsschiff Hans Egede und der Expedition Frederick Cooks zurück. Ebenfalls an Bord war der Geologe Arnold Heim, der mit seinem dänischen Kollegen Jesper Peter Johansen Ravn für die Grönlandsk Minedrifts Aktieselskab Steinkohlevorkommen und Graphitlagerstätten erkundet hatte.
Zuvor waren die Botaniker Martin Rikli und Hans Bachmann 1908 die ersten Schweizer Wissenschaftler in Grönland gewesen. Letzterer erforschte grönländisches Phytoplankton und führte vergleichende Studien in Schottland, Russland und Ostafrika durch.

### Schweizerische Grönlandexpedition 1912/1913

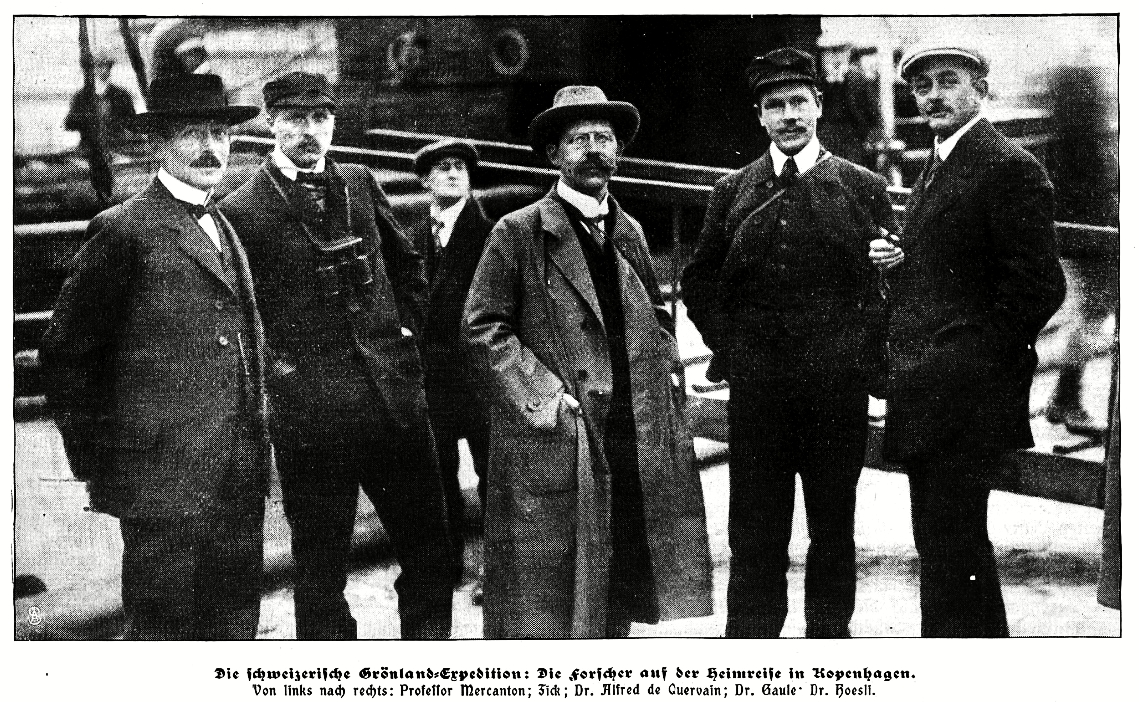
Schweizerische Grönlandexpedition auf der Heimreise, 1912

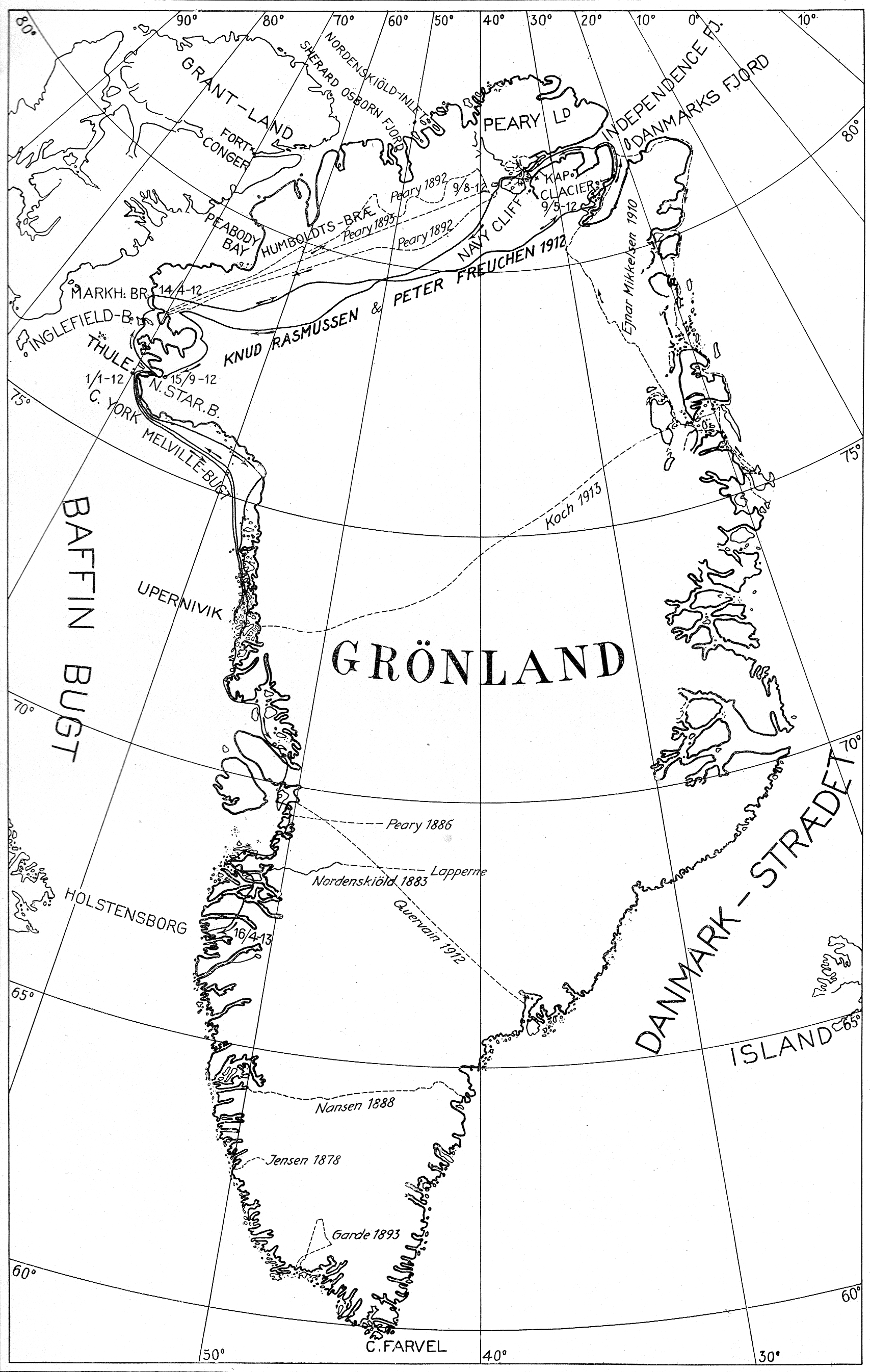
Vorstösse auf das grönländische Inlandeis bis 1913

Alfred de Quervain leitete 1912 eine Expedition bei der erstmals das mittelgrönländische Inlandeis von Jakobshavn bis zum Egede og Rothe Fjord (Sermilik) überquert wurde. Zugleich war es die erste West-Ost-Durchquerung Grönlands sowie die erste rein geowissenschaftliche Durchquerung bei der ein genaues Höhenprofil des Inlandeises und ein Itinerar bestimmt wurden. François-Alphonse Forel hatte eine Subskription organisiert, um Quervains Projekt zu finanzieren, das Departement des Innern hatte eine Unterstützung abgelehnt. Die Neue Zürcher Zeitung übernahm ein Drittel der Aufwände.
Expeditionsschiff war die britische Fox. Zu der «Durchquerungsgruppe» gehörten neben Quervain der Schweizer Arzt Hans Hössli (1883–1918) aus St. Moritz sowie zwei Deutsche, der Architekt Roderich Fick und der Ingenieur Karl Gaule (1888–1922). Fick hatte die geographischen Ortsbestimmung und kartographische Vermessungsarbeiten durchzuführen. Zu der «Westgruppe» gehörten die Schweizer Paul-Louis Mercanton und Wilhelm Jost (1882–1964) sowie wiederum der Deutsche August Stolberg. Die beiden letzteren überwinterten in Grönland. Mercanton hatte glaziologische Studien vorbereitet. Für das Frühjahr 1913 waren atmosphärische Untersuchungen vorgesehen. In diesem Jahr unternahm Jost zwei ausgedehnte Forschungsfahrten mit Morten Pedersen Porsild und dem jungen Lauge Koch.
Anders als 1909 und bei Nansens Durchquerung Südgrönlands 1888, plante Quervain den Einsatz von Hundeschlitten. Sein Film de l’expédition suisse au Groenland 1912 dokumentiert die Seereise nach Grönland und das Üben mit Schlittenhunden. Die Westgruppe half den Durchquerenden beim Aufstieg auf das Inlandeis und kehrte am 21. Juni 1912 zurück. Quervains Gruppe erreichte am 13. Juli ihren mit 2510 m.o.h. höchsten Punkt. Aus einer Entfernung von 70 bis 100 Meilen entdeckten sie den Mont Forel und schätzten dessen Höhe auf 3350 bis 3410 Meter. Der Region gab Quervain den Namen Schweizerland. Der Mont Forel galt bis zur Entdeckung des Watkins-Gebirges durch Gino Watkins 1930 als höchste Erhebung in der Arktis. Am 29. Juli wurde nach fast sechswöchiger Fahrt das Ziel nahe Umittuartiit erreicht, wo ein Depot für die Expeditionsteilnehmer angelegt worden war. Ficks Enkel Stephan Orth plante 2012 eine Wiederholung der Reise seines Grossvaters.
Als wertvoll gelten auch die fotografischen Aufnahmen des Eqi-Gletschers (Eqip Sermia) von 1912, die das Abschmelzen des Eises im Laufe der folgenden 110 Jahre dokumentieren.

### Grönlandexpeditionen der 1930er Jahre

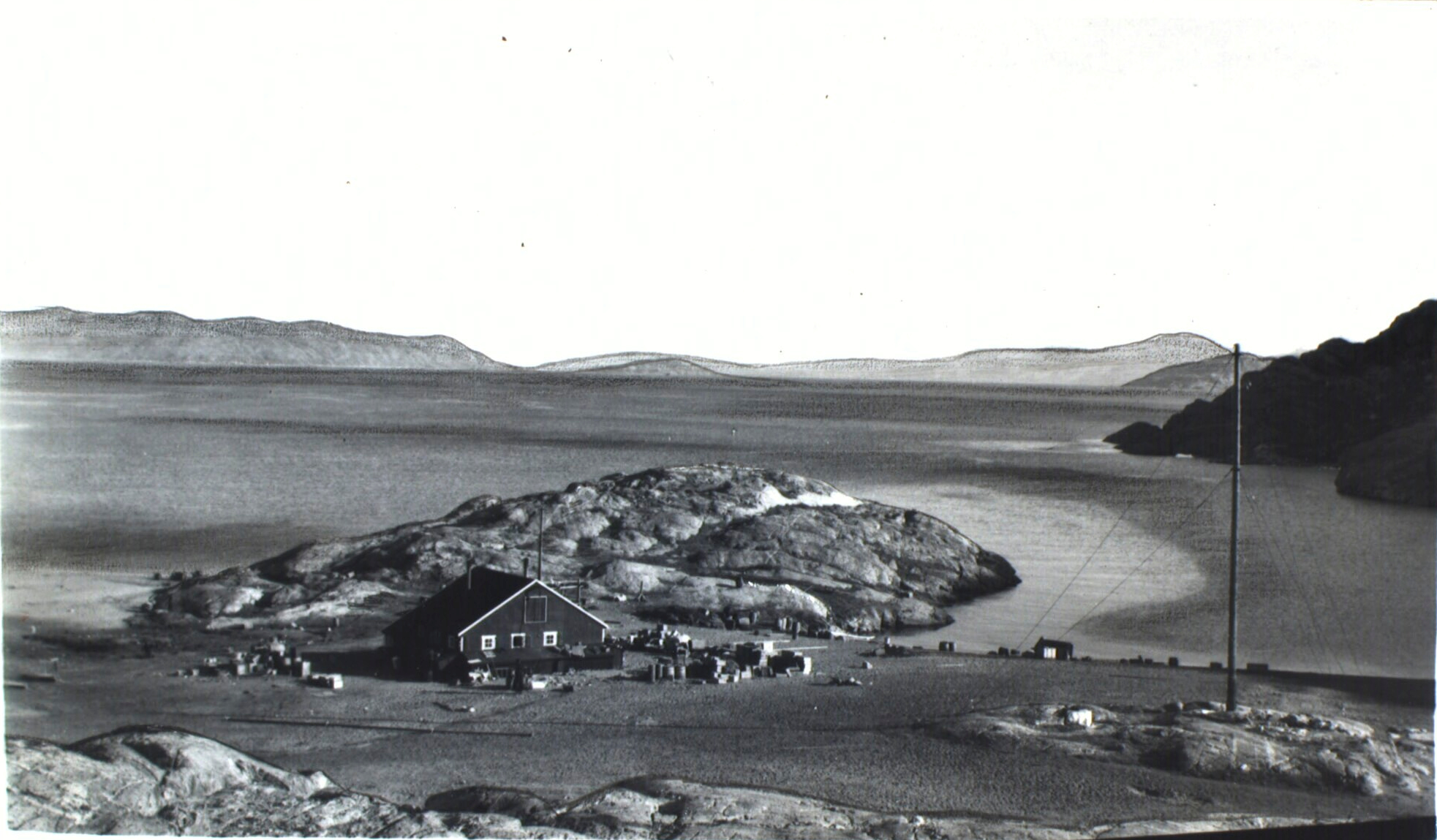
Station Eskimonæs auf Clavering Ø, um 1937

Eduard Wenk nahm an der Dreijahresexpedition 1931–1934 von Helge Backlund teil. Nach seiner Heimatstadt benannte er 1933 «Kap Basel» (Immikkoortilaq). Heinrich Bütler förderte ab 1933 die dänisch-schweizerischen Zusammenarbeit bei der geologischen Erforschung der Insel. Während der Lauge-Koch-Expedition 1936–1938 gab er dem «Ritomsø» seinen Namen nach dem Schweizer Ritomsee. Der Geologe Eugène Wegmann war an der Dreijahresexpedition 1931–1934 beteiligt und schloss sich dann bis 1938 den Expeditionen Kochs an. Er bestieg im Juli 1933 den «Jeannet Bjerg» (1800 m.o.h.), den er nach Alphonse Jeannet benannte. Von 1932 bis 1958 waren etwa 80 Schweizer Forscher und Alpinisten am Forschungsprogramm Kochs beteiligt, mindestens ein Dutzend der «Grönland-Schweizer» machte eine Karriere auf dem Gebiet der weltweiten Erdölexploration.
André Roch, Guido Pidermann und Carl Baumann vom Akademischen Alpen-Club Zürich gelang im August 1938 die Erstbesteigung des Mont Forel über den Südgrat. Bei dieser Grönlandexpedition wurden sechzehn Gipfel erstmals bestiegen.
Der Geologe Adolf Ernst Mittelholzer überwinterte 1938/1939 mit seinem Assistenten Peter Bachmann auf der Station Eskimonæs auf Clavering Ø. Seine Aufzeichnungen endeten am 4. September 1939. Nach seiner Rückkehr wurde Mittelholzer unmittelbar zum Aktivdienst einberufen. Sein obligatorischer Forschungsbericht erschien 1941 im besetzten Dänemark.

### Dänisch-schweizerische Zusammenarbeit 1946–1962
Heinrich Bütler übernahm 1946 die Verantwortung für die rasche Wiederaufnahme der dänisch-schweizerischen Zusammenarbeit. Zwischen 1952 und 1958 war er wissenschaftlicher Leiter von Lauge-Koch-Expeditionen in Nordostgrönland. Erdhart Fränkl bestieg 1950 mit Fritz Schwarzenbach das Teufelsschloss. Drei Jahre später durchquerte er Peary Land und gab der höchsten Erhebung (1929 m.o.h.) den Namen «Helvetia Tinde». Der spätere Glaziologe Fritz Müller untersuchte in den Sommern 1952 und 1953 Strukturböden in Nordgrönland sowie anschliessend bis 1955 Pingos in Ostgrönland. Eduard Wenk war an den Lauge-Koch-Expeditionen 1953–1954 und 1958 beteiligt. Er benannte den «Jasspas» vermutlich nach dem Kartenspiel Jass.
John Haller war als Student von 1949 bis 1951 Mitglied von Expeditionen und wurde 1953 mit der Dissertation Geologie und Petrographie von West-Andrées Land und Ost-Fraenkels Land in Ostgrönland promoviert. Von 1952 bis 1962 war er als wissenschaftlicher Mitarbeiter des dänischen Grönlandministeriums sowie zuletzt als Chefgeologe der Lauge-Koch-Expeditionen tätig. Er veröffentlichte zahlreiche Arbeiten und Karten zur Geologie Grönlands. Mit den Schweizer Alpinisten Wolfgang Diehl und Hansruedi von Gunten führte er im August 1953 die Erstbesteigung des Shackleton Bjergs (2900 m.o.h.) sowie mit Diehl und Fritz Schwarzenbach im folgenden Jahr die Erstbesteigung des Dansketinden (2842 m.o.h.) durch.

### Internationale glaziologische Expeditionen
Quervains Sohn Marcel de Quervain übernahm 1959 die Leitung der schweizerischen Gruppe «Glaziologie des Inlandeises» der Internationalen Glaziologischen Grönlandexpedition. André Roch war 1957 und 1959 Teilnehmer derartiger Expeditionen. Auch der spätere Verleger Andreas Züst war zwischen 1973 und 1980 zeitweise als Forschungsassistent für Klimatologie und Glaziologie in Grönland tätig.

### Geographische Benennungen (Auswahl)

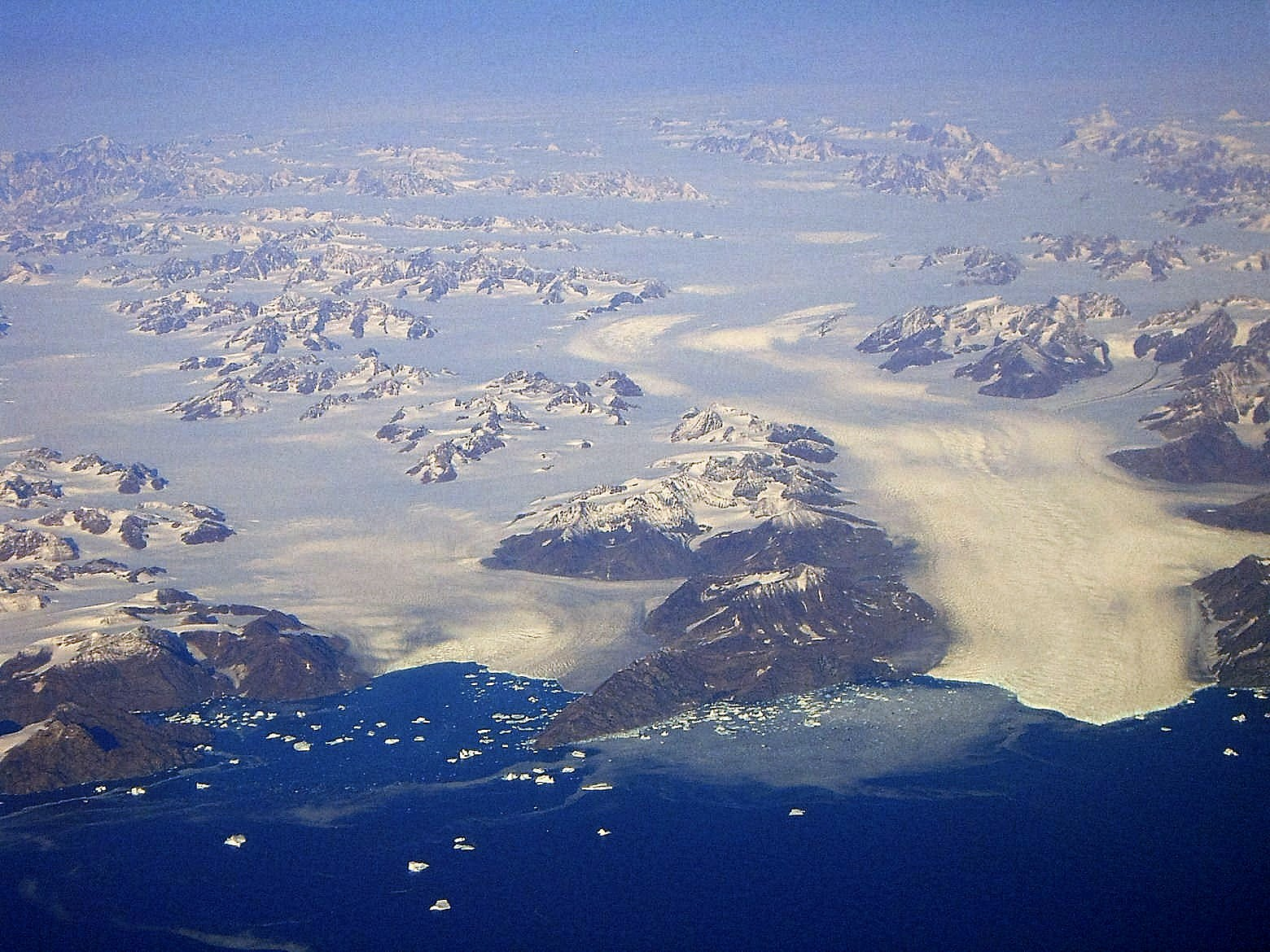
Berge von Schweizerland (links hinten), 2014

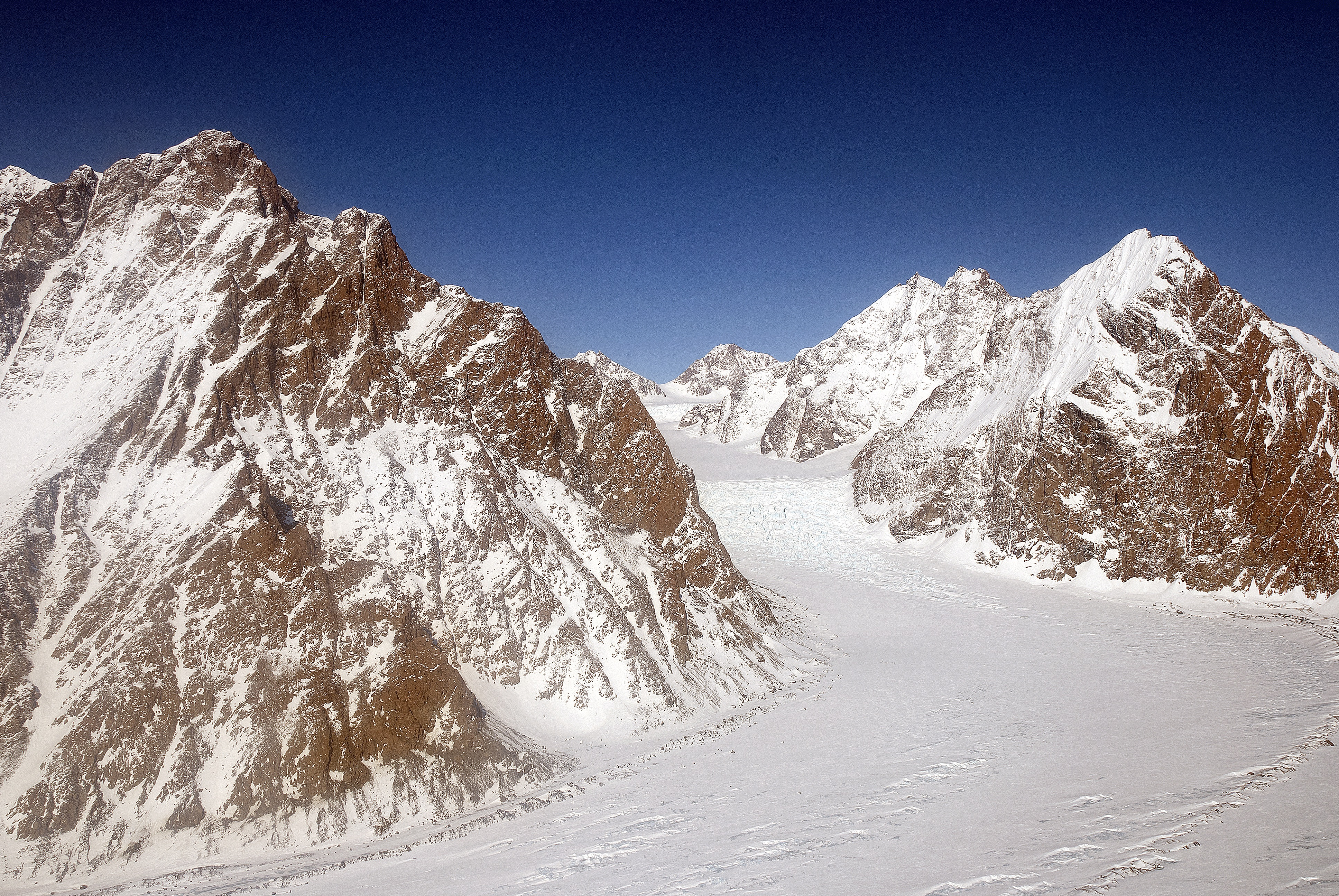
Midgårdgletsjer in Schweizerland, 2011

Mit Ausnahme der 1953 durch Fränkl benannten Helvetia Tinde erfolgten alle anderen Benennungen durch die Schweizer Expedition von 1912.
- Schweizerland, zweithöchstes Gebirge auf Grönland; höchste Erhebung:
- Mont Forel, 3383 m.o.h.
- Stolberg og Jost Nunatak, 2978 m.o.h.
- Mercanton Nunatak, 2850 m.o.h.
- Gaule Bjerg, 2133 m.o.h.
- Quervain Bjerg, 2092 m.o.h.[31]
- Helvetia Tinde (Qallunaatut), 1929 m.o.h. – höchste Erhebung von Peary Land
- Hoessly Bjerg, 406 m.o.h.
- Fick Bjerg (Ittunnguaq), 200 m.o.h. am Hundefjord
- Fick Gletsjer
- Heim Gletsjer (Kangertsivala Apusiia) am Sermilik
- Massif de la Société helvétique des sciences naturelles
- De Quervains Havn (Kugsuak) am Ataa Sund (Ikerasak)

## Eiskernbohrungen seit 1964

### Eiskernbohrungen 1964–1992
Hans Oeschger beteiligte sich von 1964 bis 1992 mit dem physikalischen Institut der Universität Bern an Eiskernbohrungen in Grönland. Aufgrund von Messungen an Eisbohrkernen konnte er die Klimageschichte der letzten 150'000 Jahre rekonstruieren. In Zusammenarbeit mit dem dänischen Paläoklimatologe erkannte er die Bedeutung des Inlandeises als Klimaarchiv und wies in den Bohrkernen «Dansgaard-Oeschger-Ereignisse» als abrupte Klimaschwankungen während der letzten Kaltzeit nach.

### Greenland Ice Core Project (GRIP)
In der Eiskernforschung spielen Schweizer Wissenschaftler weiterhin eine führende Rolle. Unter der Leitung des Klimaforschers Thomas Stocker ist die Schweiz am laufenden East Greenland Ice Core Project (EGRIP bzw. EastGRIP) in Ostgrönland beteiligt.

## Swiss Camp – atmosphärische Forschung seit 1990

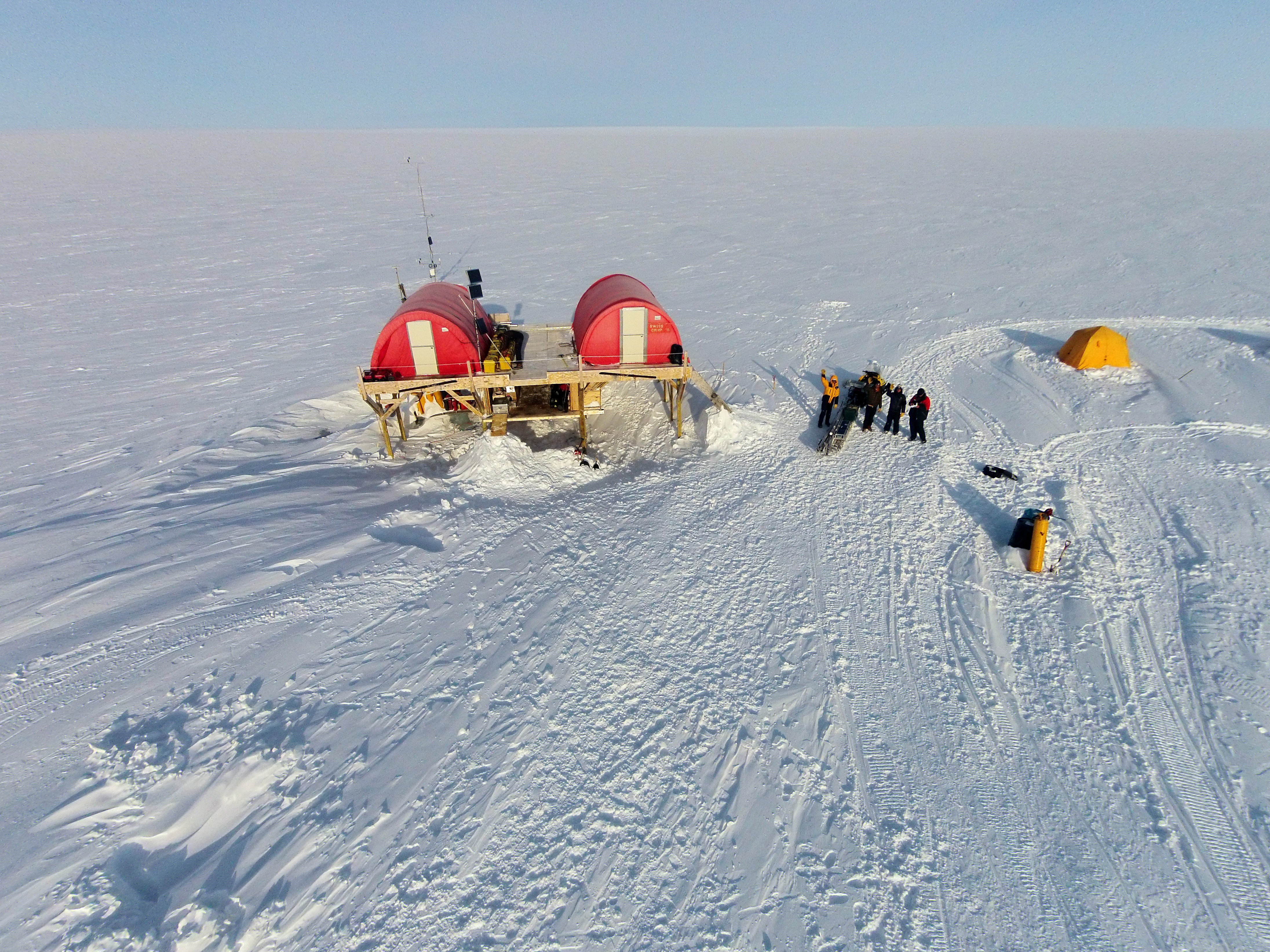
Swiss Camp, 2015

Atsumu Ōmura und seine Mitarbeiter von der ETH Zürich errichteten etwa 70 Kilometer von Ilulissat (Jakobshavn) entfernt die Station «Swiss Camp» als Basis für atmosphärische Forschung. Von dort werden 25 Wetterstationen unterhalten, die weite Teile Grönlands abdecken. Über Satellit werden 32 meteorologische Parameter in die Schweiz übermittelt. Glaziologen der ETH untersuchten die Dynamik des Sermeq Kujalleq (Jakobshavn Isbræ). Er ist der grösste Auslassgletschers an der Diskobucht (Qeqertarsuup Tunua) und gilt wegen seiner hohen Fließgeschwindigkeit als «schnellster Gletscher der Welt». Die Gegend in Westgrönland in der de Quervain zu seiner Durchquerung aufbrach ist somit für die Schweizer Glaziologie bis in die Gegenwart bedeutsam geblieben. Allerdings musste die erste Station nach dem Ausbruch des Pinatubo abgebrochen werden, der Neubau erfolgte unter amerikanischer Führung. Der Schweizer Konrad Steffen wechselte als Leiter der Station zum CIRES in Boulder. Seit mehr als dreissig Jahren wird vom Swiss Camp aus ein Projekt zur Untersuchung der Eishöhenänderung, Fließgeschwindigkeit und Deformation betrieben. In 30 Jahren nahm die Eisoberfläche dort um etwa 20 Meter ab.

## Ausstellungen
- 2012: Quer durchs Grönlandeis – 100 Jahre Schweizer Grönlandforschung. focusTerra, ETH Zürich
- 2013: Grönlandreisen August Stolbergs und Alfred de Quervains. Museum Tabakspeicher, Nordhausen am Harz
- 2020: Grönland 1912. Landesmuseum Zürich
- 2025: Koloniale Spuren – Sammlungen im Kontext. extract, ETH-Bibliothek, Zürich